# Premio Gordon Burn
Il Premio Gordon Burn  (Gordon Burn Prize) è un riconoscimento letterario assegnato annualmente ad opere di narrativa o saggistica scritte in lingua inglese caratterizzate dall'audacia nei temi e nello stile.
Fondato nel 2012 in ricordo dello scrittore Gordon Burn e assegnato dal Gordon Burn Trust, il New Writing North, il Durham Book Festival e la casa editrice Faber & Faber ad autori affini allo spirito e alla sensibilità dell'autore scomparso, riconosce al vincitore un premio di 5000 sterline e la possibilità di passare 3 mesi nel Berwickshire nel cottage dove Burn si ritirava per scrivere.

## Albo d'oro
| Anno | Autore            | Titolo                                            | Traduzione                 |
| ---- | ----------------- | ------------------------------------------------- | -------------------------- |
| 2013 | Benjamin Myers    | Pig Iron                                          |                            |
| 2014 | Paul Kingsnorth   | The Wake                                          |                            |
| 2015 | Dan Davies        | In Plain Sight: The Life and Lies of Jimmy Savile |                            |
| 2016 | David Szalay      | All That Man Is                                   | Tutto quello che è un uomo |
| 2017 | Denise Mina       | The Long Drop                                     |                            |
| 2018 | Jesse Ball        | Census                                            | Censimento                 |
| 2019 | David Keenan      | For the Good Times                                |                            |
| 2020 | Peter Pomerantsev | This Is Not Propaganda                            | Questa non è propaganda    |
| 2021 | Hanif Abdurraqib  | A Little Devil in America                         | Piccolo diavolo in America |
| 2022 | Preti Taneja      | Aftermath                                         |                            |
| 2023 | Kathryn Scanlan   | Kick the Latch                                    |                            |
| 2024 | Jenni Fagan       | Ootlin                                            |                            |